# Matthias Sammer
Matthias Sammer, född 5 september 1967 i Dresden i dåvarande Östtyskland (DDR), är en tysk (tidigare östtysk) före detta fotbollsspelare och tränare. Han spelade mittfältare, försvarare, och libero. Han är son till Klaus Sammer.
Sammer slog igenom i Dynamo Dresden under 1980-talet och debuterade i det östtyska fotbollslandslaget 1986. I Östtysklands sista landskamp gjorde Sammer två mål (seger 2-0) mot Belgien. Sammer tog sedan plats i det återförenade Tysklands landslag. Sammer var den lysande stjärnan i det tyska landslag som vann EM 1996. Sammer var libero och jämfördes av många med 1970-talets store - Franz Beckenbauer. 1996 utsågs han till Europas bäste (Le ballon d'or). Han hade även stora framgångar med sina klubblag Stuttgart och Dortmund. Sammer fick senare stora skadeproblem och tvingades avsluta karriären i förtid 1998.
2000-2004 arbetade han som tränare i Borussia Dortmund och ledde laget till ligaguld 2002. 2004-2005 var Sammer tränare för VfB Stuttgart, innan han fick sparken den 3 juni 2005 efter en svag avslutning av seriespelet. 2006 blev han koordinator för ungdomslandslagen hos Tysklands fotbollsförbund. I juli 2012 blev det klart att Sammer tar över jobbet som sportchef i Bayern München. Han tar över jobbet från och med säsongen 2012/2013 och ersätter därmed Christan Nerlinger.

## Meriter
- 51 A-landskamper/8 mål för Förbundsrepubliken Tyskland
- 23 A-landskamper/6 mål för DDR
- VM i fotboll: 1994 (4 matcher)
- EM i fotboll: 1992, 1996
  - Europamästare 1996
  - EM-silver 1992
- Interkontinentala cupen 1997
- Uefa Champions League 1997
- Tysk mästare 1992, 1995, 1996
- Årets tyska spelare 1995, 1996
- Årets europeiska spelare 1996

## Klubbar
- 1. FC Dynamo Dresden
- VfB Stuttgart
- FC Internazionale
- Borussia Dortmund

## Tränarkarriär
- Borussia Dortmund (2000-2004)
  - Tysk mästare 2002"
- VfB Stuttgart (2004-2005)